# 新ロードス島戦記
『新ロードス島戦記』（しんロードスとうせんき）は、水野良による日本のライトノベル。『ロードス島戦記』の続編。『ザ・スニーカー』で連載され、2006年8月号で完結した。書籍版は角川スニーカー文庫（角川書店）より1998年5月から2006年11月まで刊行された。
イラストは当初は前作に引き続いて出渕裕が担当していたが、第2巻より美樹本晴彦に交代した。1巻と序章もイラストを変更した新装版が出ている。
前作『ロードス島戦記』6・7巻の主人公であったスパークが引き続き主人公となる。ロードス島のすぐ南に位置する暗黒の島マーモに新たに立ったマーモ公国を舞台に、未熟な公王スパークが仲間の協力を得て様々な困難を乗り切っていくというストーリーであるが、フォーセリア世界の根源的な敵である「終末の者」との対決（第二次邪神戦争、終末戦争）を描く一連の作品の一つでもある。同様の「終末の者」との戦いは、『魔法戦士リウイ』や『秘境伝説クリスタニア』でも繰り広げられている。

## 登場人物

### マーモ公国
フレイム領となったマーモ。本国から遠く離れているため、公国としてかなりの裁量権が与えられている。初代にして最後の公王はスパーク。
スパーク
マーモ公王。フレイム王国の構成部族のうち非主流派である炎の部族の族長でもあるが、部族対立は物心つく前に終結したため本人に民族意識は薄く、フレイムの騎士と自認している。フレイム本国へ帰ったシャダムを引き継ぐ形でマーモ公国の公王となった。当初はマーモの闇の部分を振り払い消滅させようとしていたが、次第にマーモにおいては在来の闇こそが自然と考えるようになり、闇を受け入れて統治するようになる。
新生マーモ帝国と島の覇権を巡って戦い、これを壊滅させることに成功するが、その後現れた真の脅威であるカーディス教団との戦いに敗れ、マーモ公国は滅びてしまう。これにより一時は全てを失うが、闇の森の蛮族達から受けた、彼らの族長となる者が通過すべき試練を通じて再起し、公国の残存兵に闇の森の蛮族やファラリス教団、さらにダークエルフなどの妖魔をも加えた軍勢を率い、王都の奪還に成功する。そしてカーディス教団を滅ぼす事に成功するも、終末の世界に飛ばされ「失踪王」と呼ばれることになる。後に、スレインの強制帰還の魔法により帰還を果たし、改めてマーモの国王に即位し、ニースを后に迎えた。
ニース
大地母神マーファの侍祭。第一次邪神戦争でスパークと共に旅をした一人。マーモ公妃の最有力候補と目されている。
邪神戦争時に、ニースの魂は“亡者の女王”ナニールの生まれ変わりと判明したが、それに気付いたカーディス教団に「終末」を呼ぶための鍵とされてしまう。本来は邪悪なナニールであったが大ニースや両親の愛に触れるうちにその魂は浄化されていた。
リーフ
ハーフエルフの少女。第一次邪神戦争でスパークと共に旅をした一人。マーモ公国においては、かつての仲間たちが騎士団長や宮廷魔術師などの高官に任じられる中、「公王の友人」という意味のよく分からない称号を受け、公王の私室にすら自由に立ち入ることができる存在として扱われる（宮廷道化師に近い）。
スパークに対し恋愛感情を抱いており、「友人」という立場やニースとの関係においては葛藤があった。第二次邪神戦争後はマーモに移住してきたエルフ族と現地のダークエルフの仲介役となっている。
アルド・ノーバ
マーモ公国の宮廷魔術師。第一次邪神戦争でスパークと共に旅をした一人。風の部族のなかでも有力な氏族の出身で、フレイムの宮廷魔術師スレインの一番弟子。巨体の持ち主で体格に見合う怪力でもあり、ギャラックからも自分より強いと太鼓判を押されている。彼が戦士とならなかったのは過去にその怪力で起こしてしまった事件が元であり、それ以来臆病な性格となったと思われがちだが、実際には心が優しすぎるだけで、暗黒神殿での戦いでは心を鬼にして戦士として戦った。邪神教団との戦いではニースの身を案じて進んで人質となり、激しい拷問の末にニースの手によって介錯されたが、最後までニースの幸せを願っていた。
ギャラック
マーモ公国の近衛騎士団長。第一次邪神戦争でスパークと共に旅をした一人。風の部族の貴族で男爵の爵位を持つ。その立場上、自分で戦おうとするスパークに不満をもらすこともある。邪神教団との戦いでも最期までスパークを庇い勇敢に戦った。
ライナ
ギャラックの妻。第一次邪神戦争でスパークと共に旅をした一人。元はただの盗賊であったが、仲間をマーモ帝国に殺され復讐を誓っていた。マーモ公国成立後は近衛騎士団長夫人となり、その裏では諜報機関としてマーモ盗賊ギルドを組織しギルド長を務めた。新生マーモ帝国との情報戦では、ライデンの盗賊ギルドからの増援もあって勝利を収めた。邪神教団との戦いで夫と最期を共にした。
グリーバス
ドワーフで戦神マイリーの司祭。第一次邪神戦争でスパークと共に旅をした一人。スパークに勇者の資質を見出しており、マーモ公国成立後はマイリー神殿の司祭としてスパークに仕えている。
エレーナ
新生マーモ帝国の策謀により頻発する魔獣の事件を収めるため、アラニアから招かれた魔獣使いの女。父グージェルミンが復活させた魔獣使いの秘術を唯一継承するほか、通常の魔術師としてもかなりの使い手である。魔獣使いの魔法を平和的に使える公国での仕事に満足しており、またライナとも親交を築いた。マーモ公国崩壊の騒乱の最中にラーフェンとの仲が急速に接近する。
元は『ロードス島戦記 カセットブック3 魔獣の森』の主要登場人物。
ラーフェン
ヴァリス王国・フィアンナ王妃の領地から招かれた薬草師の男。その調剤技術は神聖魔法に例えられるほどであるが、一門の決まりごとで「わざとまずい薬を作る」。剣の腕も一流でありどこか貴公子然とした雰囲気を漂わせている。魔神戦争の際に滅びたスカード王国と何らかの関係があるとされるが、作中では明らかになっていない。未だに果たすことが出来ていない“誓い”を、胸の奥に秘めている。
ルゼナン
炎の部族の重鎮で、海軍総督兼サルバド（マーモの港町）伯。姪がスパークの母という血縁で、身寄りのなくなった彼を育てた親代わりでもある。
カイエン
ルゼナンの息子。幼い頃はスパークと兄弟同然に育つ。公国の存亡に接して大きく成長していく。
ノーラン
ルゼナンの側近の騎士。
ウッディン
風の部族出身の騎士。炎の部族の族長であるスパークに不信感を抱き、彼を監視するためと言い切って騎士団長を勤めるが、いつしか本心から「マーモ公国のために」戦うようになる。戦いのときは必ず最前線に立つ。
アファッド
風の部族出身の騎士。スパークに不信感を抱き何度となく本国に不満の手紙を出していた。マーモ公国の成立当時、風の部族出身者は過去の敵対部族の下で置き去りにされたと憤り、炎の部族は炎の部族で族長ともいうべきスパークを故国から追い出したとの不満を抱えていた。一時は騒乱を起こす寸前にまで至ったが、スパークとの腹を割った話し合いの末に彼の度量を認め、その上でマーモに自分の居場所はないと感じて騎士を辞してフレイムに帰り去った。彼に追従してマーモを去った者も少なくなかったが、結果として残った者の結束を強めることになった。
アリシア
至高神ファリスの司祭。暗黒神ファラリスを弾圧しないスパークに業を煮やして、自ら布教のためにヴァリスからマーモに渡る。後にグリーバスはアリシアを評して、頑迷そうなイメージはあったが、布教にあたってファリスの偉大さは説いても決してファラリスをけなすような真似はしなかったとし、後任者ヒメネスの対照的な態度に嘆息している。
フェリーナ
マーファの司祭。マーモ公国王城の中にあるカーディス神殿を浄化するために、ロードス本島から赴任してきた。
デッケル
マーファの神官戦士長。神聖魔法は使えないが、戦士として神殿を守っている。ナニールの転生であるニースの監視のため、ターバからマーモに派遣される。

### 新生マーモ帝国
マーモ公国に従わず、暗黒皇帝ベルドやマーモ評議会によって統治されていたマーモ帝国の後継を主張する地下組織。旧マーモ帝国の主だった人々は、先の大戦で戦死するか黒衣の将軍に従ってマーモ島を脱出しており、脱出を拒否あるいは失敗した少数の生き残りと、戦力外として残された人々や繁殖能力の高い下級妖魔の寄せ集めである。対外的には公国に対する反乱軍的扱いを受けることが多い。
レイエス
新生マーモ帝国の少年皇帝。先帝ベルドの息子の一人。しかしレイエス本人の魂は既に破壊の女神カーディスの司祭フィオニスの転生によって失われている。マーモ公国の戦力が新生マーモ帝国との戦いで損なわれたのを機にフィオニスとして行動を始める。
ネータ
女騎士。マーモ帝国時代はカノンの荘園領主を務めた上級騎士で、黒衣の将軍アシュラムの先導によるマーモからの脱出には従わず、マーモ帝国再興のため自主的に残留した。生き残りの暗黒騎士を糾合し、新生マーモ帝国の暗黒騎士団長となる。新生マーモ帝国では年少の新皇帝レイエスの後ろ盾となり、ベルド時代の帝国復興を夢見る。その理想の根底には暗黒皇帝ベルドへの恋慕の情が渦巻いていた。結束力の乏しい人材の調整役を買って出ており、奮戦するも、カーディス教団の転生者たちが帝国に入り込んでくるにつれ、次第に翻弄されていく。
ロルシュ
暗黒騎士団の騎士隊長。自信過剰な性格でありマーモ公国に対し無謀な正面決戦を挑む。貴重な戦力ではあるが、見せしめの為に出撃を許可されネータ達から切り捨てられた。
サヴォル
暗黒騎士団の騎士隊長。ネータの副官で彼女の右腕を自任している。
ヴェイル
新生マーモ帝国の主席宮廷魔術師。旧帝国での最終的な地位は宮廷魔術師第3席。黒の導師バグナードの弟子であり、彼からある代価と引き換えに古代王国の秘法を借り受ける。表向きは酒場の店主。知略と諜報に長けており、スパークをおおいに苦しめた。帝国がカーディス教団に乗っ取られると、マーモ公国に降伏し、バグナードから残された時間で教団と戦うスパークへ協力する。
クラート
新生マーモ帝国の次席宮廷魔術師。旧帝国での最終的な地位は宮廷魔術師第5席。バグナードの弟子にしては思慮の浅い言動が多く、またヴェイルより兄弟子でありながら魔術の腕はもとより知略でも劣るため席次は低い。邪竜ナースの運用に関して横槍を出して実戦に投入した。
ボイド
ヴェイルに仕えるマーモの密偵にして暗殺者。その正体は、かつてアシュラムの腹心であり、彼を裏切った盗賊のオーエン。
ゼーネア
第一次邪神戦争で戦死したダークエルフの族長ルゼーブの娘で現族長。先の大戦を生き延びたダークエルフ族は、足手まといの年少者を切り捨てて黒衣の将軍と共にマーモ島を脱出したため、ゼーネアが族長を引き継いた時点で一族の者は、長命種のダークエルフにも関わらず子供のような者達しか残っていない。一族の再興の為に腐心している。
カイレル
ゼーネアの腹心であるダークエルフの少年。評議会が統治していた頃のマーモ帝国時代に人間の中で育ったため、人間に対して理解がある。ゼーネアの右腕として政治的手腕を振るい、ゴブリン達に戦術を仕込むなど妖魔の勢力の盛り返しのために活躍する。
オルフェス
暗黒神ファラリスの司祭。武器を扱えず体術で戦わなければならない代わりに、武器で傷付くことはないという「禁呪」により、無敵に近い力を持っている。

### カーディス教団
破壊神カーディスを信奉する教団。信者となれば来世への転生ができると信じられているが、実際に転生できるのは高位の司祭だけである。また高司祭であっても確実に転生できるわけではない。死してもカーディスの力で転生し続けるものたちは転生者（リインカネーター）と呼ばれる。
フィオニス
カーディス教団の高司祭にして「転生者」。“亡者の女王”ナニールとは愛し合う仲だった。すでに現世の人物として転生している。
ナニール
“亡者の女王”。その魂は、ニースとして転生している。
サーキス
転生者。見た目は恰幅のいい商人のようにしか見えないが、司祭としてかなりの実力を持っている。世界が、完全なる破壊の末に来世のない虚無になることを望んでいる。最も破壊神カーディスの教えに忠実な信者だと言える。
バートル
儀式により吸血鬼（バンパイア）となったカーディス司祭。
アドリー
転生者。ナニールを姉のように慕い、優しさと残酷さを同居させた女性。
ルビエラ
転生者。かつてナニールにその醜い姿を褒め称えられたことから、転生するたびに自身を傷つけ、自ら望んで醜くあろうとする。
エラスティン
最後まで生き残った転生者の一人。奴隷頭（スレイブマスター）を名乗る。
ラボアジェ
最後まで生き残った転生者の一人。終末の魔物と融合する。
ホイクト
最後まで生き残った転生者の一人。

### マーモ公国の協力者
クローゼン
暗黒神ファラリスの高司祭で、ファラリス教団の有力者。マーモでファラリス教団が生き残る道を模索し、教団代表としてマーモ公王スパークと接触を持つ。
タグル
闇の森の蛮族“ナグ・アラ”の族長。齢80歳を超えるような老人。
ドニア
闇の森の蛮族。30歳半ばほどの女呪術師。
グバージ
フレーベと共にマーモ島に移住したドワーフ族の戦士長。
ウィニク
マーモ島に移住したエルフ族の代表。
アブロス
竜人族の貴族種（リザードマン・ノーブル）。竜語魔法の使い手。古の邪竜である疫病竜の霊魂が復活するための扉としてリザードマンの村からさらわれた幼竜を追って、マーモへやってきた。
フレーベ
六英雄の一人で「石の王国」の「鉄の王」。邪神戦争後は「鉄の王国」で隠居生活をしていたが、「腐銀（コバルト）」による工芸品生産を考えるスパークに乞われ、数千のドワーフを率いてマーモに移住し、新たなドワーフ王国を築く。
ジェシー
リーフの母親で女戦士。第一次邪神戦争では闇の森の火災に巻き込まれた連合軍の脱出経路の案内を買って出た。現在は娘のリーフと同居している。普段は男のような言動だがその気になればしとやかな女性を演じる事も出来る。
TRPGリプレイ第3部では読者投稿NPCの女戦士で名前はリリア、カセットブックのサウンドノベル「開かれた森」ではマデラという名前だった。

### 新生マーモ帝国の協力者
バグナード
かつてのマーモ帝国宮廷魔術師。暗黒皇帝ベルドの死後は旧マーモ帝国そのものへの関心を失い自らの目的の為の道具としかみなしていなかった。邪神戦争時にスパークによって倒されたと思われていたが実際は死霊魔術の秘術により"不死の王"（ノーライフキング）となる為の最後の手順である“死ぬ事”を利用して諸王連合の追跡をかわす為の演技でしかなかった。権力や世俗の争いに対する興味は無く、魔術を究めることのみを目的としている。また生前に魔術学院の学院長ラルカスから受けた強制の魔法も死によって解除されている。
マーモ帝国復興を目指すヴェイルに様々な古代王国の秘宝を貸し与えるが、帝国復興には全く無関心であり、ただ余興として公国と新生帝国の戦いを見たいがための行為である。
ミネア
ヴェイルの妹。ヴェイルがバグナードから魔法の品を借り受ける代償として、バグナードに引き渡されその気丈さからバグナードの関心を買い、彼の妻としてヴァンパイアとされた。
ナース
「黒翼の邪竜」。かつて太守の秘法「知識の額冠」を守っていた闇竜の老竜（エルダードラゴン）。邪神戦争の折にマーモ島から飛び去ってリザードマンの住む島に移り住んだ。リザードマン達からは島の守護者として期待され歓待を受けて落ち着いた生活を送っていたが「竜爪の錫杖」の呪縛によりマーモに呼び戻され新生マーモ帝国の走狗とされる。リザードマンの島への帰還を渇望している。

### ロードス本島の人々

#### フレイム王国
カシュー
フレイム国王。剣の腕はいまだ衰えていないが、風の部族と炎の部族の対立など、国内の問題の対処に追われている。
シャダム
風の部族長。フレイム王カシューの片腕でヒルト公。スパークが公王となる前にマーモを統治していたが、王の命令により本国に帰還した。シャダム統治時代のマーモは、あくまでフレイムの飛び地であって「公国」ではないため、彼は「公王」ではない。
スレイン
フレイムの宮廷魔術師で、ニースの父。スパークにとっては数少ない味方の一人。
レイリア
スレインの妻でニースの母。マーファの司祭だが結婚したことで教団との関係は断っている。
アデュラ
風の部族の有力者である老人。ライデン伯。風と炎の両部族の対立を象徴する存在の一人。
アクバー
炎の部族の長老の一人。ヘブン伯。かつての部族の拠点であるオアシスの街ヘブンを治める。
アムル
風の部族出身。有力な士族出身で若くして騎士隊長に任じられる。スパークに対し偏見を持っている。
フォース
ライデンの盗賊ギルドのギルドマスター。かつて部下だったライナの要請に応じて、弱体なマーモ盗賊ギルドを支援するため熟練の盗賊達を率いてマーモ島を訪れる。

#### アラニア王国
ロベス
若きアラニア国王。大義名分を掲げ、マーモをアラニアの支配下に置こうと画策する。
セシル
ザクソン伯でアラニアの宮廷魔術師。元はスレインの押し掛け弟子。エレーナの友人。
パーンの母
『ロードス島戦記』ではパーンが10歳の時に流行り病で死んだという設定だったが、『新ロードス島戦記』では存命している設定に変更されている。また、ヴァリスの薬草師一門の出身であり、ラーフェンから同門かもしれないと言われている。
グージェルミン
エレーナの父。失われた魔獣使いの秘術を復活させた偉大な魔術師。
ランディス
エレーナの元恋人。マーモに渡り、バグナード一門の第5席にまで登りつめていた。魔獣を操る秘術を求めてエレーナの前に現れる。
『新ロードス島戦記』より前に販売されたカセットブック『魔獣の森』では設定が異なり、ランディスはマーモに仕官しておらず、最終的にランディスが死ぬこともなくエレーナとよりを戻している。
メリル
大ニース亡き後の、ターバにあるマーファ神殿の最高司祭。

#### ヴァリス王国
エト
ヴァリスの国王。至高神ファリスの神官で「神官王」と呼ばれる。
ヒメネス
ファリスの高司祭。教条的で頭が固い。

#### モス公国
レドリック
ハイランドの国王でモス公王。ドラゴンを駆る竜騎士でもある。
シーリス
"竜の目（ドラゴンアイ）"ハイランド王国の王妃。赤い竜を駆る竜騎士でもある。竜騎士だけが罹患する病気「竜熱（ドラゴン・フィーバー）」がマーモで不自然な蔓延を見せた際、動揺する民衆に竜熱が極めて進行の遅い病気であることを伝えるためマーモを訪れる。

#### カノン王国
レオナー
カノンの国王。フレイム王カシューにも匹敵する剣の使い手でもある。

#### その他
パーン
英雄戦争前後より第一次邪神戦争にかけて諸国の騒乱で活躍し、「ロードスの騎士」の称号を受けた英雄。今もロードスの平和のためなら全力で戦う覚悟を示す。
普段は帰らずの森でディードリットとの質素な二人暮らしをしており、民間人で唯一参加を認められている諸王国会議でも特に発言する事もなく中立の立場に徹しているが新生マーモ帝国との戦いでマーモ公国が崩壊してしまった際にアラニア王ロベスがこれを期にフレイムの統治能力不足を指摘してマーモの統治権を得ようとする気勢を制する形で「ロードスの騎士」の名のもとに檄を飛ばし新生マーモ帝国討伐軍を編成する。その際、諸王国会議で公王スパークより先にマーモ帝国を倒したらマーモの地で新たに王国を興すことを宣言する。
ディードリット
帰らずの森のハイエルフで、常にパーンに寄り添う「永遠の乙女」。精霊使いとしての実力は極めて高く、「終末の者」との最終決戦で陸地に水の精霊王クラーケンを召喚し、リーフやゼーネアを唖然とさせた。その後も「500年に1度」と言われる再生の炎の精霊王フェニックスを召喚している（ディードリットがフェニックスを召喚するのは2度目、登場するのは3度目である）。
ウッド・チャック
パーン達の古くからの冒険者仲間である老盗賊。帰らずの森に住んでいるため情報に疎いパーンたちのところへ時々訪れて、情報を届けている。老いてはいるが盗賊としての技能は高く、「終末のもの」が溢れるマーモに単身乗り込んで情報収集を行なったりもした。
本名はジェイ・ランカード。ニースからは「ジェイのおじさま」と呼ばれている。
ウォート
六英雄の一人。モスの山奥に住む老魔術師。スパークに魔神戦争を追体験させる幻覚の試練を与えた。

### 歴史上の人物
カドモスI世
約400年前にアラニアを建国した英雄王。転生を繰り返すナニールと50年に渡る戦いの末にマーファの聖女の力を借りて勝利。その後マーモを10年間征服してアラニア王国の流刑地にした。
ブルネイ
約250年前のカノン王国の将軍。マーモ島を征服統治してブルネイ王国を築いたが、部下の反乱に遭い、城の隠し部屋の中で娘婿による救出を待ちながら一生を終える。そのまま部屋の中でアンデッド化して娘婿を待ち続けていた。
アレスタ
約250年前のブルネイ王国の近衛騎士隊長。ブルネイに対して反乱を起こした。

## 既刊一覧
- 水野良（著）・出渕裕（イラスト、「炎を継ぐ者」まで担当）・美樹本晴彦（イラスト、「新生の魔帝国」から担当）、角川書店〈角川スニーカー文庫・角川mini文庫[注 1]〉、全8巻
  1. 『新ロードス島戦記序章 暗黒の島の領主』1998年5月23日発売[1]、ISBN 4-04-700244-5
  2. 『新ロードス島戦記1 闇の森の魔獣』1998年9月1日初版発行（8月31日発売[2]）、ISBN 4-04-460420-7
    - 新装版：2001年8月1日初版発行（7月31日発売[3]）、ISBN 4-04-460424-X

  3. 『新ロードス島戦記序章 炎を継ぐ者』1999年5月15日初版発行（5月17日発売[4]）、ISBN 4-04-460421-5
    - 新装版：2002年7月1日初版発行（6月29日発売[5]）、ISBN 4-04-460426-6

  4. 『新ロードス島戦記2 新生の魔帝国』2001年4月1日初版発行（3月29日発売[6]）、ISBN 4-04-460423-1
  5. 『新ロードス島戦記3 黒翼の邪竜』2001年12月1日初版発行（11月30日発売[7]）、ISBN 4-04-460425-8
  6. 『新ロードス島戦記4 運命の魔船』2004年11月1日初版発行（10月30日発売[8]）、ISBN 4-04-460428-2
  7. 『新ロードス島戦記5 終末の邪教（上）』2005年11月1日初版発行（10月29日発売[9]）、ISBN 4-04-460429-0
  8. 『新ロードス島戦記6 終末の邪教（下）』2006年12月1日初版発行（11月30日発売[10]）、ISBN 4-04-460430-4